# Édouard Dhorme
 (mai 2017).
 (mai 2017).
Si vous disposez d'ouvrages ou d'articles de référence ou si vous connaissez des sites web de qualité traitant du thème abordé ici, merci de compléter l'article en donnant les références utiles à sa vérifiabilité et en les liant à la section « Notes et références ».
Pour les articles homonymes, voir Dhorme.
Édouard Paul Dhorme, né à Armentières (Nord) le 15 janvier 1881 et mort à Roquebrune-Cap-Martin (Alpes-Maritimes) le 19 janvier 1966, est un prêtre, assyriologue, sémitisant et traducteur français de la Bible.

## Biographie
Édouard Dhorme naît à Armentières dans le nord de la France en 1881, de Louis Constant Augustin Dhorme, artisan menuisier, et de Persévérance Élisa Julie Leplus, cabaretière. Devenu orphelin, il est confié au frère de son père, typographe à Armentières. Il grandit avec ses cousins (sept enfants). Face aux difficultés financières de cette famille nombreuse, et devant la très grande aptitude du jeune Édouard à étudier, son oncle et sa tante décident de le placer au séminaire pour lui assurer des études convenables. Titulaire du baccalauréat, il part en 1899 pour Jérusalem et le Couvent des Dominicains de Saint Étienne pour étudier à l'École Biblique de Jérusalem. Il y apprend les écritures et les textes anciens avec le père Marie-Joseph Lagrange, le fondateur de l'École. Il est ordonné prêtre en 1904 à Jérusalem dans l'Ordre des Frères Prêcheurs (ordre des Dominicains), et prend le nom de Paul. Il signera ses travaux sous le nom de Paul Dhorme jusqu'en 1931.

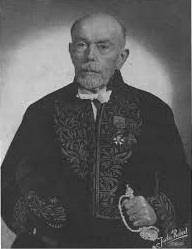
Édouard Dhorme, Paris, vers 1940

Il enseigne à l'École Biblique de 1904 à 1931 et prend la direction de la Revue Biblique et de l'École à partir de 1923. Parmi ses premiers travaux sous la direction du père Lagrange, on peut noter la traduction du code d'Hammourabi écrit en cunéiforme. Pendant cette première partie de carrière, il s'intéresse aux écritures anciennes, à l'histoire de cette région et de ces religions, enseignant l'assyrien et l'hébreu ainsi qu'à l'archéologie. 

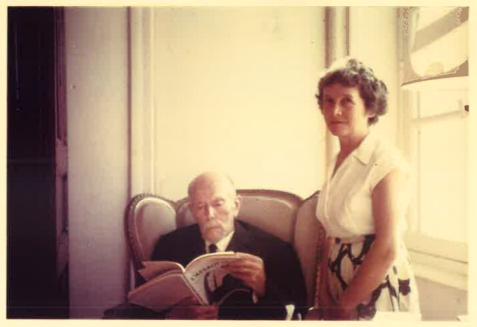
Édouard Dhorme et Jeanne à Brest, le 26 août 1964.

 À partir de 1929, date de la découverte des écritures cunéiformes alphabétiques de Ras Shamra (écriture inconnue), il se passionne pour en proposer un déchiffrement. Engagé dans une sorte de course avec le philologue allemand Hans Bauer, il en publiera une traduction aboutie en 1931. C'est probablement dans ces moments intenses de recherche sur les écritures anciennes et les textes des religions anciennes, que des réflexions profondes sur sa carrière et le sens de sa vie le poussent à quitter l'École Biblique de Jérusalem et les ordres. Il a toujours déclaré à sa famille que ses motivations de quitter les ordres étaient d'avoir plus de liberté pour progresser dans sa carrière et dans son travail sur les écritures anciennes. Il ajoutait que « monté trop haut dans le savoir, il ne pouvait plus enseigner ce en quoi il ne croyait plus », confidences recueillies par son cousin le couturier Marcel Dhorme. Ainsi, il décide de quitter soudainement l'École Biblique en 1931, la laissant dans un profond désarroi. Il quitte les ordres quelques mois plus tard, et il est convoqué à Rome par le pape Pie XI. Il en repartira excommunié (nul ne sait ce qui s'est dit dans le bureau du pape), mais il restera toujours attaché aux valeurs catholiques et à la foi. Il continuera à fréquenter les messes, en particulier vers la fin de sa vie à Roquebrune-Cap-Martin. Toujours vers 1930, sur un bateau en partance pour l'Égypte, il rencontre une veuve élégante et cultivée, Mia (Maria Françoise Lepoint). Cette rencontre a-t-elle joué dans sa décision de quitter les ordres, lui seul aurait pu l'affirmer. Il aimait à dire à ses cousins : « on ne doit la vérité qu'à soi-même » sans préciser de quoi il voulait parler.

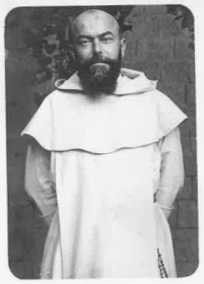
Édouard Dhorme à Jérusalem, le 13 mai 1923.

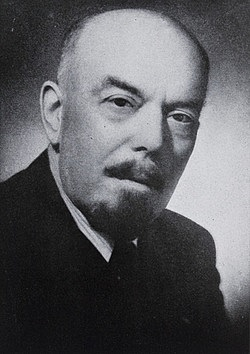
Edouard Dhorme dans les années 1940 dans le livre "Recueil Edouard Dhorme - Etudes Bibliques et Orientales" édité par l'Imprimerie Nationale en 1951, Paris, France.

Ayant quitté les ordres, Mia et Édouard se revoient et il l'épouse à Courbevoie en 1932. Veuf de Mia après la seconde guerre mondiale, il décide de garder leur gouvernante, Jeanne Rolland, qu'il épouse en 1948. Jeanne est née en Bretagne en 1905 et a grandi avec ses sœurs à Brest, ville qu'elle quitte après la seconde guerre mondiale, tout y était détruit, pour entrer au service de Mia et d'Édouard à Paris. Femme cultivée, elle vivra toute sa vie dans l'admiration d'Édouard. Elle l'aidera dans les dernières années à continuer son travail, en particulier de relecture de sa dernière œuvre sur saint Paul. Édouard Dhorme vit longtemps à Bécon-les-Bruyères, au 13 rue du 22 septembre, avec sa première femme puis sa deuxième ; il aime à y prendre le train pour ses séances de travail à l'académie jusqu'en 1964. Vers la fin de sa vie, il cherche un  peu de calme après cette activité intense, en achetant un appartement à Roquebrune-Cap-Martin, où il se retire et décède en janvier 1966. Jeannette Dhorme finira ses jours en 1993 à Menton, dans un petit appartement (2e étage) au 1 rue de l'Amiral Courbet (l'Altaïr) qu'ils avaient choisi peu de temps avant sa mort, pour se rapprocher d'une grande gare, les forces commençant à le quitter.
Pendant la deuxième partie de sa carrière (à partir de 1931), il signe ses articles sous le nom d'Édouard Dhorme. Il enseigne l'histoire des religions, l'hébreu, les langues anciennes du Moyen-Orient, d'abord à Lyon, puis à Paris à la Sorbonne. Il enseigne également à l'École pratique des hautes études de Paris. Il soutient une thèse de doctorat en 1937 à la faculté des Lettres de Paris, sur la littérature babylonienne et assyrienne et la religion des Hébreux nomades. Il est nommé professeur au Collège de France en 1945 à la chaire de philologie et d'archéologie assyro-babylonienne. Il prend sa retraite en 1951, après avoir été nommé membre de l'Académie des inscriptions et belles-lettres en 1948. En 1946, il tente de renouveler son succès de 1931 (sur le déchiffrement des écritures cunéiformes alphabétiques) ; il s'attaque à une traduction des pseudo-hiéroglyphes de Byblos, mais cette fois malgré ses efforts et toute sa connaissance des langues orientales et des textes, sa traduction ne convainc pas. Davantage de tablettes auraient certainement aidé, mais leur nombre étant limité, les hypothèses formulées par Édouard Dhorme sont difficilement vérifiables. Des études récentes ne montrent pas de réels progrès non plus dans leur interprétation.

Une fois à la retraite, il reprend ses travaux et ses enseignements sur l'histoire des religions et les textes anciens, et révise la Bible hébraïque à la demande de Gallimard. Il en sortira deux volumes, dont près des trois-quarts sont le fruit de son travail et de sa vie sur les textes anciens et les religions, en particulier sur le livre de Job (paru dès 1926 et maintes fois retravaillé). 

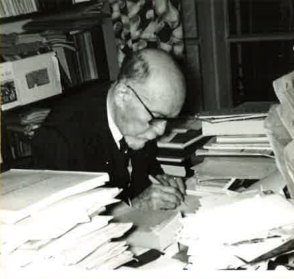
Edouard Dhorme au travail vers la fin de sa vie.

 Il est aidé dans ce travail colossal par d'anciens élèves qu'il a formés. Pour achever une vie bien remplie, il prend la décision de rédiger un livre sur saint Paul, qu'il publiera peu de temps avant sa mort et avec l'aide de Jeannette, sa deuxième femme.
Son œuvre est immense, et sans aucun doute Édouard Dhorme figure au Panthéon des grands philologues et orientalistes, aux côtés de Jean-François Champollion et de François Thureau-Dangin. Il fut aussi un très grand professeur, passionné et passionnant au dire de ses élèves.
Une biographie résumée parsemée d'impressions de ses collègues, élèves et amis, figure dans le discours prononcé après sa mort à l'académie des Inscriptions et belles-lettres par André Parrot. Une biographie plus complète est écrite par Agnès Spycket dans le dictionnaire des frères prêcheurs (dominicains.revues.org/1141). Une autre est faite par Antoine Guillaumont dans la Revue de l'histoire des religions (http://www.persee.fr/web/revues/home/prescript/article/rhr_0035-1423_1966_num_169_2_8335). Beaucoup d'éclaircissements sur son travail sont publiés sous forme de récits autobiographiques dans le recueil d'Édouard Dhorme.

## Carrière
Il est directeur de l'École biblique de Jérusalem de 1923 à 1931, directeur d'études à l'École pratique des hautes études de 1933 à 1951 et professeur au Collège de France de 1945 à 1951. Il est élu membre de l'Académie des inscriptions et belles-lettres en 1948.
L'une de ses œuvres maîtresses traite des religions de Babylone et d'Assyrie. Une autre est un traité avec une traduction du livre de Job. On compte aussi le déchiffrement des écritures cunéiformes alphabétiques de Ras-Shamra.
La traduction française de l'Ancien Testament est parue sous sa direction chez Gallimard dans la Bibliothèque de la Pléiade.

## Principales publications
- Études bibliques. Choix de textes religieux assyro-babyloniens, transcription, traduction, commentaire, Paris, 1907
- La Religion assyro-babylonienne : conférences données à l'Institut catholique de Paris, Paris, 1910
- Études bibliques : Les livres de Samuel, Paris, 1910
- L'emploi métaphorique des noms de parties du corps en hébreu et en akkadien, Paris, 1923.
- Études bibliques : Le livre de Job. Introduction, traduction et commentaire, Paris, 1926
- Langues et Écritures sémitiques, 1930
- La Poésie biblique. Introduction à la poésie biblique et trente chants de circonstance, Paris, 1931
- L'Évolution religieuse d'Israël. Tome I. La religion des Hébreux nomades, 1937
- Les Religions de Babylonie et d'Assyrie, suivi de Les Religions des Hittites et des Hourrites, des Phéniciens et des Syriens par René Dussaud, 1945 ; 1949
- Recueil Édouard Dhorme : études bibliques et orientales, Paris : Impr. Nationale, 1951
- La Bible, Paris : Gallimard, 1956
- Saint Paul, Albin Michel, 1965

## Distinctions
- Croix de guerre 1914–1918
- Officier de la Légion d'honneur